# Acmeshachia
Acmeshachia is een geslacht van vlinders van de familie tandvlinders (Notodontidae).

## Soorten
- A. albifascia Moore, 1879
- A. gigantea Elwes, 1890
- A. takamukui Matsumura, 1929